# Artins
 Artins  es una población y comuna francesa, en la región de Centro, departamento de Loir y Cher, en el distrito de Vendôme y cantón de Montoire-sur-le-Loir.

## Demografía
| 336 | 317 | 265 | 272 | 247 | 282 |
| Para los censos de 1962 a 1999 la población legal corresponde a la población sin duplicidades (Fuente: INSEE [Consultar]) |     |     |     |     |     |

## Lugares y monumentos
- Antigua iglesia de Artins.
- Viejo burgo.
- La commanderie.